# 思春期 (アルバム)
『思春期』（ししゅんき、PUBERTY）は、日本のロックバンド、THE BOOMが発表した4枚目のアルバム。1992年1月22日発売。

## 解説
前作『JAPANESKA』で触れた沖縄音楽を更に昇華させ、のちの彼らの代表曲となる「島唄」が世に出ることとなった記念すべきアルバム。
なお、後にシングルとして発売される「島唄 (オリジナル・ヴァージョン)」は1992年発売ベスト・アルバム『THE BOOM』に収録されたリミックス・ヴァージョンであり、本作で収録されているものと別である。
収録10曲のうち、1曲（「憂鬱なファーブル」）はベーシストの山川が歌っている（これまではすべての楽曲のボーカルを宮沢が歌っていた）。
沖縄方言で歌われた「島唄 (ウチナーグチ・ヴァージョン)」は同年の春にレコーディングされ、12月に沖縄限定で発売されてヒットした。
2005年8月3日、デジタルリマスターされ再発売。ボーナス・トラックとして「島唄 (ウチナーグチ・ヴァージョン)」が収録。

## 収録曲
| 全作詞・作曲: 宮沢和史（特記以外）、全編曲: THE BOOM。 |                                                                                       |                       |                       |      |
| #                                                      | タイトル                                                                              | 作詞                  | 作曲・編曲            | 時間 |
| 1.                                                     | 「思春期」                                                                            | 宮沢和史 （特記以外） | 宮沢和史 （特記以外） | 4:32 |
| 2.                                                     | 「子供らに花束を」                                                                    | 宮沢和史 （特記以外） | 宮沢和史 （特記以外） | 4:50 |
| 3.                                                     | 「ひのもとのうた」                                                                    | 宮沢和史 （特記以外） | 宮沢和史 （特記以外） | 4:15 |
| 4.                                                     | 「みちづれ」(作曲: 宮沢和史・小林孝至)                                                | 宮沢和史 （特記以外） | 宮沢和史 （特記以外） | 3:22 |
| 5.                                                     | 「きょうきのばらあど」(作曲: 宮沢和史・小林孝至)                                      | 宮沢和史 （特記以外） | 宮沢和史 （特記以外） | 4:29 |
| 6.                                                     | 「星を数えているうちに」                                                              | 宮沢和史 （特記以外） | 宮沢和史 （特記以外） | 4:57 |
| 7.                                                     | 「憂鬱なファーブル」(作詞・作曲: 山川浩正・宮沢和史)                                  | 宮沢和史 （特記以外） | 宮沢和史 （特記以外） | 4:53 |
| 8.                                                     | 「そばにいたい」                                                                      | 宮沢和史 （特記以外） | 宮沢和史 （特記以外） | 7:05 |
| 9.                                                     | 「島唄」                                                                              | 宮沢和史 （特記以外） | 宮沢和史 （特記以外） | 5:01 |
| 10.                                                    | 「サラバ」                                                                            | 宮沢和史 （特記以外） | 宮沢和史 （特記以外） | 4:30 |
| 11.                                                    | 「島唄（ウチナーグチ・ヴァージョン）」(※ボーナス・トラック／2005年再発売盤のみ収録。) | 宮沢和史 （特記以外） | 宮沢和史 （特記以外） | 5:05 |
| 合計時間:                                              | 合計時間:                                                                             | 52:59                 |                       |      |

## ツアー
このアルバムと連動した全国ツアー「SPECIAL」はアルバム発売直後の1月31日から7月6日まで行われた。前年の6月から行われてきた「出前ツアー」を1992年1月初旬に終えたばかりであったが、グループはすぐにこのツアーを開始した。ライブ開始前の会場には香が焚かれ、民族音楽が流れていた。当時のBOOMがアジア（およびアジア音楽）に関心を持っていたことがうかがえる演出である。